# Lituanos prusianos
Los lituanos prusianos, o lietuvininkai (singular: Lietuvininkas, plural: Lietuvininkai), son un subgrupo étnico dentro de los lituanos, originalmente hablantes de lituano, que anteriormente habitaban un territorio en el noreste de Prusia Oriental llamado Lituania prusiana o Lituania Menor (en lituano: Prūsų Lietuva, Mažoji Lietuva, en alemán: Preußisch-Litauen, Kleinlitauen). Los lituanos prusianos contribuyeron en gran medida al desarrollo del lituano escrito, que durante mucho tiempo estuvo considerablemente más extendido y tuvo un uso más literario en Lituania Menor que en Lituania propiamente dicha.
A diferencia de la mayoría de los lituanos, que siguieron siendo católicos después de la Reforma protestante, la mayoría de los lietuvininkai se convirtieron en protestantes luteranos.
Había 121.345 hablantes de lituano en el censo de Prusia de 1890. Casi todos los lituanos prusianos fueron ejecutados o expulsados después de la Segunda Guerra Mundial, cuando la región histórica de Prusia Oriental se dividió entre Polonia y la Unión Soviética. La parte norte se convirtió en el óblast de Kaliningrado, mientras que la parte sur se unió a Polonia. Solo la pequeña región de Klaipėda (en alemán: Memelland) fue entregada a Lituania.

## Etnónimo e identidad
El término lituano prusiano (en alemán: Preußische Litauer) apareció en textos alemanes del siglo XVI y el término Lituania Menor (en alemán: Kleinlitaw) fue utilizado por primera vez por Simon Grunau entre 1517 y 1527. Los lituanos prusianos usaban varios nombres para sí mismos: prusianos (en lituano: Prūsai, en alemán: Preusch), lituanos prusianos (en lituano: Pruſû Lietuwiai, Pruſû Lietuvininkai, Pruſißki Lietuvininkai, en alemán: Preußische Litauer), o simplemente lituanos (en lituano: Lietuw(i)ni(n)kai, en alemán: Litauer). Los términos autodesignados locales que se encuentran en la literatura, como Sziszionißkiai ("gente de aquí"), Burai (en alemán: Bauern), no eran ni politónimos ni etnónimos. Otro término similar apareció en el territorio de Memel (Memelland) durante los años de entreguerras: Memellanders (en lituano: Klaipėdiškiai, en alemán: Memelländer). La historiografía lituana moderna utiliza el término lietuvininkai o, a veces, un neologismo desconocido para los propios lietuwininkai, mažlietuviai. El uso de lietuvininkai es problemático, ya que es un sinónimo de la palabra lietuviai ("lituanos") y no el nombre de un subgrupo étnico separado.
Para los lituanos prusianos, la lealtad al estado alemán, las fuertes creencias religiosas y la lengua materna eran los tres criterios principales de autoidentificación. Debido a las diferencias en religión y lealtades a un estado diferente, los lituanos prusianos no consideraban a los lituanos del Gran Ducado como parte de su comunidad. Usaron el exónimo samogitianos (en lituano: Źemaicziai, en alemán: Szameiten) para denotar a los lituanos de Lituania Mayor. Al igual que con otros grupos estrechamente relacionados con diferentes religiones (por ejemplo, Irlanda del Norte, la antigua Yugoslavia), el antagonismo era frecuente entre los lituanos prusianos luteranos y los lituanos católicos del Gran Ducado, a pesar del idioma común. Por ejemplo, los habitantes de Lituania no confiaban en los lituanos prusianos de la región de Klaipėda y tendían a eliminarlos de los puestos en las instituciones gubernamentales. Cuando la escritora lituana prusiana Ieva Simonaitytė (Ewa Simoneit) eligió el lado de la República de Lituania, fue condenada por familiares, amigos y vecinos. Solo un lituano prusiano, Dovas Zaunius, trabajó en el gobierno de Lituania entre la Primera Guerra Mundial y la Segunda Guerra Mundial. El antagonismo persistió hasta el final de la Segunda Guerra Mundial.

## Historia

### Edad Media y Moderna

Distribución de las tribus bálticas, circa 1200

El territorio donde vivían los lituanos prusianos en la antigüedad estaba habitado por las tribus de prusios, escalvianos y curonios. El área entre los ríos Alle (Łyna) y Niemen quedó casi deshabitada durante la Cruzada prusiana del siglo XIII y las guerras entre el pagano Gran Ducado de Lituania y la Orden Teutónica. Las tribus locales fueron reubicadas, ya sea voluntariamente o por la fuerza, en el Estado Monástico de los Caballeros Teutónicos y en el Gran Ducado de Lituania. Después del tratado de Melno de 1422, se estableció una frontera estable entre los dos estados. Las mejores condiciones de vida en el Estado Monástico de los Caballeros Teutónicos atrajeron a muchos lituanos y samogitios a establecerse allí. Masurianos y curonios comenzaron a mudarse a Prusia casi al mismo tiempo.
Después de 1525, el último Gran Maestre de la Orden Teutónica, Alberto, se convirtió en duque de Prusia y se convirtió al protestantismo. Muchos lituanos prusianos también se hicieron protestantes. Por voluntad de Alberto, los servicios religiosos para los lituanos prusianos se celebraron en lituano. Aunque los lituanos que se establecieron en Prusia eran principalmente agricultores, en el siglo XVI hubo una afluencia de inmigrantes protestantes educados de Lituania, como Martynas Mažvydas, Abraomas Kulvietis y Stanislovas Rapolionis, quienes se convirtieron en los primeros profesores de la Universidad de Königsberg, fundada en 1544. Martynas Mažvydas era un protestante entusiasta e instó a los ciudadanos a detener todo contacto entre los lituanos prusianos y los lituanos que vivían en el Gran Ducado de Lituania, en un intento por reducir la influencia católica en el país.
En 1708, el reino de Prusia fue devastado por la peste, especialmente en su parte más oriental, donde vivían los lituanos prusianos y alrededor del 50% de los lituanos prusianos murieron. Para compensar la pérdida, el rey Federico II de Prusia invitó a colonos de Salzburgo, el Palatinado y Nassau a repoblar la zona. Muchos de estos luteranos eran miembros del movimiento pietista, que luego se extendió entre los lituanos prusianos. En 1811 se estableció un seminario de profesores para lituanos prusianos en Karalene, cerca de Insterburgo, que permaneció abierto hasta 1924. Desde mediados del siglo XVIII, la mayoría de los lituanos prusianos estaban alfabetizados; en comparación, el proceso fue mucho más lento en el Gran Ducado.

### sigloXIX
El renacimiento nacional lituano de fines del siglo XIX no fue popular entre los lituanos prusianos. Para ellos, la integración con Lituania no era comprensible ni aceptable. La idea de la unidad lituano-letona fue más popular que la idea de la unidad lituano-prusiana durante la Gran Seimas de Vilna, una conferencia celebrada en 1905. El primer lituano prusiano elegido para el Reichstag, Jonas Smalakys, fue un feroz agitador en favor de la integridad del Imperio alemán. En 1879, Georg Sauerwein publicó el poema Lietuwininkais esame mes gime en el periódico Lietuwißka Ceitunga, cuya séptima estrofa estaba dedicada al emperador Guillermo I.
No hubo una política nacional de germanización nacional hasta 1873; los lituanos prusianos adoptaron voluntariamente la lengua y la cultura alemanas. Después de la unificación de Alemania en 1871, cuando parte de Lituania se integró con la nueva nación de Alemania, el aprendizaje del idioma alemán se hizo obligatorio en las escuelas públicas. Estudiar el idioma alemán brindó la posibilidad de que los lituanos prusianos se familiarizaran con la cultura y los valores de Europa occidental. Sin embargo, la germanización también provocó un movimiento cultural entre los lituanos prusianos. En 1879 y 1896, 12.330 y 23.058 lituanos prusianos de los distritos de Memel, Heydekrug, Tilsit y Ragnit firmaron peticiones para el regreso del idioma lituano a las escuelas. En 1921, la administración francesa realizó una encuesta en la región de Klaipėda que mostró que solo el 2,2% de los lituanos prusianos preferiría escuelas puramente lituanas. La lengua y la cultura lituanas no fueron perseguidas en Prusia en contraste con Lituania, donde hubo políticas restrictivas de rusificación y una prohibición de prensa lituana en las partes del Imperio Ruso. Los lituanos prusianos podían publicar sus propios periódicos y libros, e incluso ayudar a los lituanos en Rusia a eludir su prohibición de prensa mediante la publicación de sus periódicos, como Auszra y Varpas.

### Periodo de entreguerras

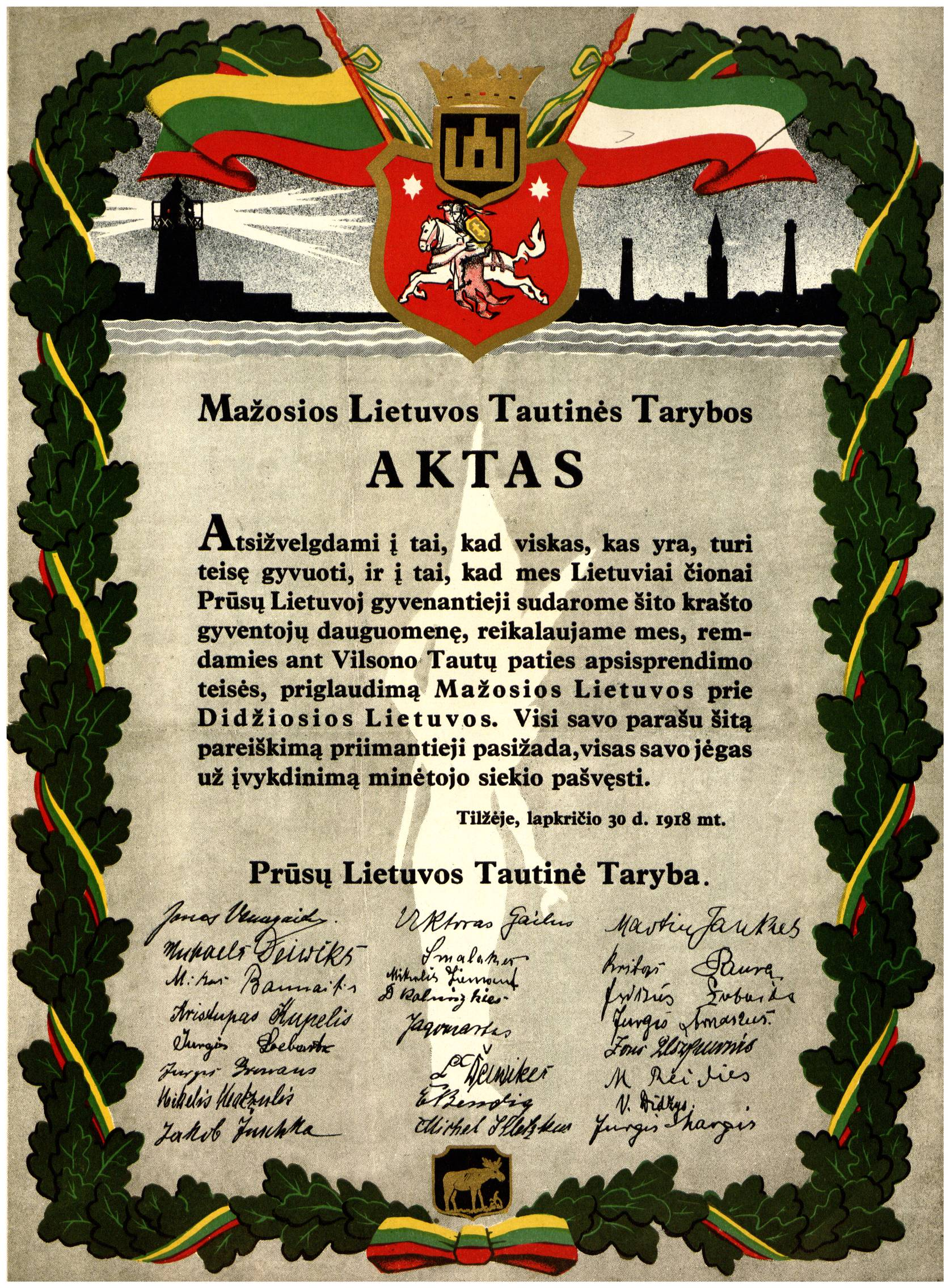
Reproducción de 1938 del Acta de Tilsit, firmada en 1918

La parte norte de Prusia Oriental más allá del río Niemen se separó de Prusia Oriental en la Conferencia de Paz de París de 1919, dividiendo los territorios habitados por lituanos prusianos entre la República de Weimar alemana y el territorio de Memel (Memelland) bajo la administración de la Conferencia de Embajadores, que se formó para hacer cumplir los acuerdos alcanzados en el tratado de Versalles. La organización Deutsch-Litauischer Heimatbund (en lituano: Namynês Bundas) buscaba la reunificación con Alemania o crear un estado independiente de Memelland, y tenía una membresía de 30.000 personas. Dos docenas de representantes pro-lituanos del Consejo Nacional Lituano Prusiano firmaron la Acta de Tilsit (1918), pidiendo unir la región de Klaipėda con Lituania; aunque la idea no fue apoyada por la mayoría de los lituanos prusianos. La Primera Guerra Mundial fue seguida por graves dificultades económicas e inflación en Alemania. En 1923, la República de Lituania ocupó el territorio de Memel (Klaipėda) durante la revuelta de Klaipėda.
Un informe secreto de 1923 de Jonas Polovinskas-Budrys, un oficial de contrainteligencia profesional lituano, muestra que alrededor del 60% de los habitantes locales apoyaron la revuelta, el 30% eran neutrales y el 10% estaban en contra, es decir, los partidarios de un estatus de freistadt o la reunificación con Alemania. Pronto, las políticas lituanas alienaron a los lituanos prusianos, ya que se envió a personas de la Gran Lituania a ocupar puestos en la administración pública de la región. Según el punto de vista lituano, los lituanos prusianos eran lituanos germanizados que deberían volver a lituanos. Los lituanos prusianos vieron esta política de lituanización como una amenaza para su propia cultura y comenzaron a apoyar a los partidos políticos alemanes, e incluso comenzaron a identificarse como alemanes. Durante el censo de 1925, 37.626 personas se declararon lituanos y 34.337 personas se identificaron como memelandeses, un neologismo para distinguirse de los lituanos. Los habitantes de la región de Klaipėda votaron continuamente por partidos alemanes o de orientación alemana.
La Alemania nazi invadió Klaipėda después del ultimátum alemán a Lituania de 1939. A los habitantes se les permitió elegir la ciudadanía lituana, pero solo 500 pidieron la ciudadanía y solo 20 la obtuvieron. La reunificación de Memel con Alemania fue recibida con alegría por la mayoría de los habitantes. Sin embargo, unos 10.000 refugiados (en su mayoría judíos) huyeron de la región.

### Segunda Guerra Mundial y posterior
Después de que los nazis llegaran al poder en 1933, los activistas lituanos prusianos que vivían en Alemania fueron perseguidos. En 1938, los nombres de lugares prusianos y lituanos en Prusia Oriental se tradujeron al alemán o se reemplazaron por nombres alemanes que a menudo no estaban relacionados con el topónimo lituano. Por ejemplo, Lasdehnen (Krasnoznamensk) se convirtió en Haselberg, Jodlauken (Volodarovka) se convirtió en Schwalbental, etc. El periódico lituano prusiano Naujaſis Tilźes Keleiwis no se cerró hasta 1940, durante la Segunda Guerra Mundial. Los servicios religiosos en Tilsit y Ragnit se llevaron a cabo en idioma lituano hasta la evacuación de Prusia Oriental a fines de 1944.
La evacuación comenzó tarde; el Ejército Rojo se acercó mucho más rápido de lo esperado por los alemanes y cortó la conexión territorial con otros territorios controlados por los alemanes el 26 de enero de 1945. Muchos refugiados perecieron debido a los ataques soviéticos de ametralladoras de bajo vuelo contra las columnas de civiles o al frío extremo. Sin embargo, muchos lograron huir por tierra o mar a aquellas partes de Alemania capturadas por británicos y estadounidenses. Entre estos últimos estaban los pastores A. Keleris, J. Pauperas, M. Preikšaitis, O. Stanaitis, A. Trakis y J. Urdse, quienes reunieron a los de las parroquias lituanas y reorganizaron la iglesia lituana en las zonas occidentales de la Alemania ocupada.

#### Desde la expulsión tras la Segunda Guerra Mundial en adelante
El Ejército Rojo no hizo distinción entre alemanes de etnia lituana prusiana o alemana. Durante la evacuación de Prusia Oriental, los lituanos prusianos, como otros prusianos orientales, huyeron en un intento de escapar. Los asesinatos en masa, las violaciones y los saqueos fueron el destino común de quienes no tuvieron éxito. Después del final de la guerra, algunos lituanos prusianos intentaron regresar a sus hogares en Prusia Oriental, pero los soviéticos los discriminaron y les negaron raciones de alimentos.
Todos los que quedaron al final de la guerra fueron expulsados del óblast de Kaliningrado soviético y del antiguo territorio de Memel, que fue transferida a la RSS de Lituania en 1947. En 1945, solo quedaban unos 20.000 habitantes en la región de Klaipėda, en comparación con los 152.800 en 1939. El gobierno de la RSS de Lituania siguió la política soviética y vio a los lituanos prusianos como alemanes. Unas 8.000 personas fueron repatriadas de los campos de desplazados durante 1945-1950. Sin embargo, sus casas y granjas no fueron devueltas ya que los rusos o los lituanos ya habían ocupado sus propiedades. Los lietuvininkai que permanecieron en el antiguo territorio de Memel (Klaipėda) fueron despedidos de sus trabajos y discriminados. Después del colapso de la Unión Soviética, algunos lituanos prusianos y sus descendientes no recuperaron las propiedades perdidas en la región de Klaipėda.
En 1951, las autoridades de la República Socialista Soviética de Lituania expulsaron a Alemania Oriental a unas 3.500 personas del antiguo territorio de Memel. Después de la visita de Konrad Adenauer a Moscú en 1958, a los antiguos ciudadanos de Alemania se les permitió emigrar y la mayoría de los lituanos prusianos en la RSS de Lituania emigraron a Alemania Occidental. Solo unos 2.000 lituanos locales optaron por permanecer en la región de Klaipėda y prácticamente ninguno en el óblast de Kaliningrado. La mayoría de los lituanos prusianos viven hoy en la República Federal de Alemania. Junto con 65.000 refugiados de Lituania propiamente dicha, en su mayoría católicos, que se dirigieron a las zonas de ocupación occidentales de Alemania, en 1948 habían fundado 158 escuelas en lengua lituana.
Debido a la emigración de muchos lituanos al extranjero y la asimilación de los lituanos prusianos restantes en Alemania, el número de escuelas lituanas ahora se ha reducido a solo una, Litauisches Gymnasium / Vasario 16-osios gimnazija (Escuela secundaria lituana) (en alemán) en Lampertheim (Hesse). Hasta 1990, este internado de secundaria era la única escuela lituana fuera de las zonas controladas por la Unión Soviética. Asistieron varios lituanos exiliados muy conocidos, como la cantante Lena Valaitis.
Se han desarrollado comunidades de lituanos prusianos en Canadá, Estados Unidos, Suecia y Australia. Sin embargo, una identidad étnica y cultural separada para los lituanos prusianos no es tan fuerte como lo era antes, y las diferencias culturales se están desvaneciendo gradualmente.

## Idiomas

### Alemán
El idioma alemán utilizado por los lituanos prusianos pertenece al dialecto bajo prusiano del bajo alemán.

### Lituano

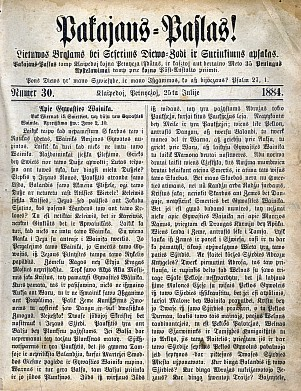
El periódico lituano prusiano Pakajaus Paſlas!: Lietuwos Brolams bei Seſerims Diewo-Ʒodi ir Surinkimus apſakas se publicó entre 1881 y 1939.

El idioma lituano de los lituanos prusianos se podría dividir en dos dialectos principales: el dialecto samogitiano y el dialecto aukštaitiano (o alto lituano). El idioma lituano prusiano estándar es bastante similar al lituano estándar, excepto por la cantidad de préstamos alemanes. El idioma lituano que se hablaba en el Gran Ducado de Lituania estaba influenciado por el polaco y el ruteno, mientras que en Prusia estaba más influenciado por el idioma alemán. Por lo tanto, mientras que los lituanos usaban préstamos y traducciones eslavas, los lituanos prusianos usaban préstamos y traducciones alemanas, y algunos préstamos eslavos. La ortografía lituana prusiana se basó en el estilo alemán, mientras que en el Gran Ducado de Lituania se basó principalmente en el estilo polaco. Los lituanos prusianos usaban escritura gótica. Los lituanos no leían las publicaciones lituanas prusianas y viceversa; la comunicación cultural era muy limitada. Los intentos de crear un periódico unificado y una ortografía común para todos los hablantes de lituano a principios del siglo XX no tuvieron éxito. Después de 1905, la ortografía lituana moderna se estandarizó, mientras que la ortografía lituana prusiana siguió siendo la misma: escritura gótica alemana, un sustantivo comenzaba con una letra mayúscula, se usaban las letras ſ, ß, ʒ y la construcción de oraciones era diferente de la lituana.
La literatura en lengua lituana apareció antes en el ducado de Prusia que en el Gran Ducado de Lituania. El primer libro en lituano fue publicado en Königsberg en 1547 por Martynas Mažvydas, un emigrado del Gran Ducado de Lituania, mientras que el primer libro lituano en el Gran Ducado de Lituania fue impreso en 1596 por Mikalojus Daukša. Muchos otros autores que escribieron en lituano no eran lituanos prusianos, sino alemanes prusianos locales: Michael Märlin, Jakob Quandt, Wilhelm Martinius, Gottfried Ostermeyer, Sigfried Ostermeyer, Daniel Klein, Andrew Krause, Philipp Ruhig, Matttheus Praetorius, Christian Mielcke, Adam Schimmelpfennig, por ejemplo. El primer gran poeta lituano, Kristijonas Donelaitis, era de Prusia Oriental y reflejó el estilo de vida lituano prusiano en sus obras. El primer periódico en lengua lituana, Nuſidawimai apie Ewangēliôs Praſiplatinima tarp Źydû ir Pagonû, fue publicado por lituanos prusianos. Antes de la Primera Guerra Mundial, el gobierno y los partidos políticos financiaban la prensa lituana prusiana. Los libros y periódicos que se publicaron en Lituania en tipo romano se reimprimieron en escritura gótica en el territorio de Memel en 1923-1939. El periódico lituano prusiano Naujaſis Tilźes Keleiwis (en alemán: Neues Tilsiter Wanderer) se publicó en Tilsit en estilo gótico hasta 1940, cuando fue cerrado por los nazis.
| Distrito (Kreis) | Región (Regierungsbezirk) | 1825   | 1825 | 1834   | 1834 | 1846   | 1846 |
| Distrito (Kreis) | Región (Regierungsbezirk) | Número | %    | Número | %    | Número | %    |
| ---------------- | ------------------------- | ------ | ---- | ------ | ---- | ------ | ---- |
| Labiau           | Königsberg                | 8 806  | 28,3 | 11 993 | 33,0 | 14 454 | 32,3 |
| Memel            | Königsberg                | 19 422 | 52,5 | 22 386 | 59,6 | 26 645 | 58,1 |
| Heydekrug        | Gumbinnen                 | 16 502 | 71,9 | 18 112 | 71,8 | 22 475 | 68,7 |
| Insterburg       | Gumbinnen                 | 10 108 | 25,0 | 9 537  | 18,3 | 5 399  | 9,3  |
| Niederung        | Gumbinnen                 | 18 366 | 49,1 | 20 173 | 45,7 | 20 206 | 41,0 |
| Pillkallen       | Gumbinnen                 | 11 271 | 38,5 | 10 687 | 34,1 | 13 820 | 34,4 |
| Ragnit           | Gumbinnen                 | 15 711 | 47,8 | 18 443 | 46,6 | 19 888 | 42,6 |
| Stallupönen      | Gumbinnen                 | 5435   | 20,7 | 5312   | 16,8 | 5907   | 15.7 |
| Tilsit           | Gumbinnen                 | 18,057 | 47,5 | 22 471 | 50,5 | 26 880 | 48,6 |

## Cultura y tradiciones

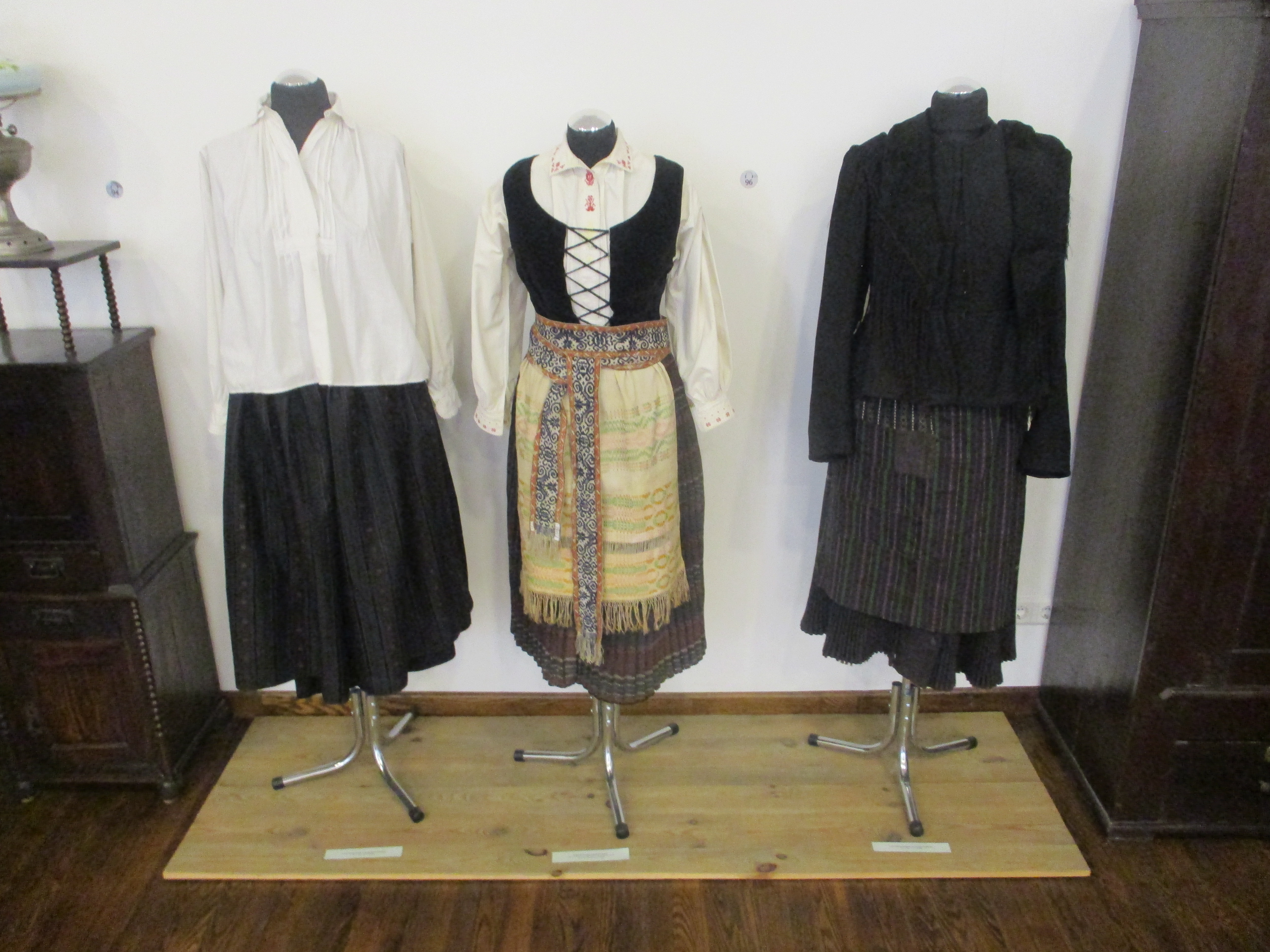
Atuendo de lietuvininkai y ropa de iglesia desde principios del hasta finales del (izquierda y derecha) y traje popular de la costa de Memel (en el medio; 1914). Museo de Historia de Lituania Menor

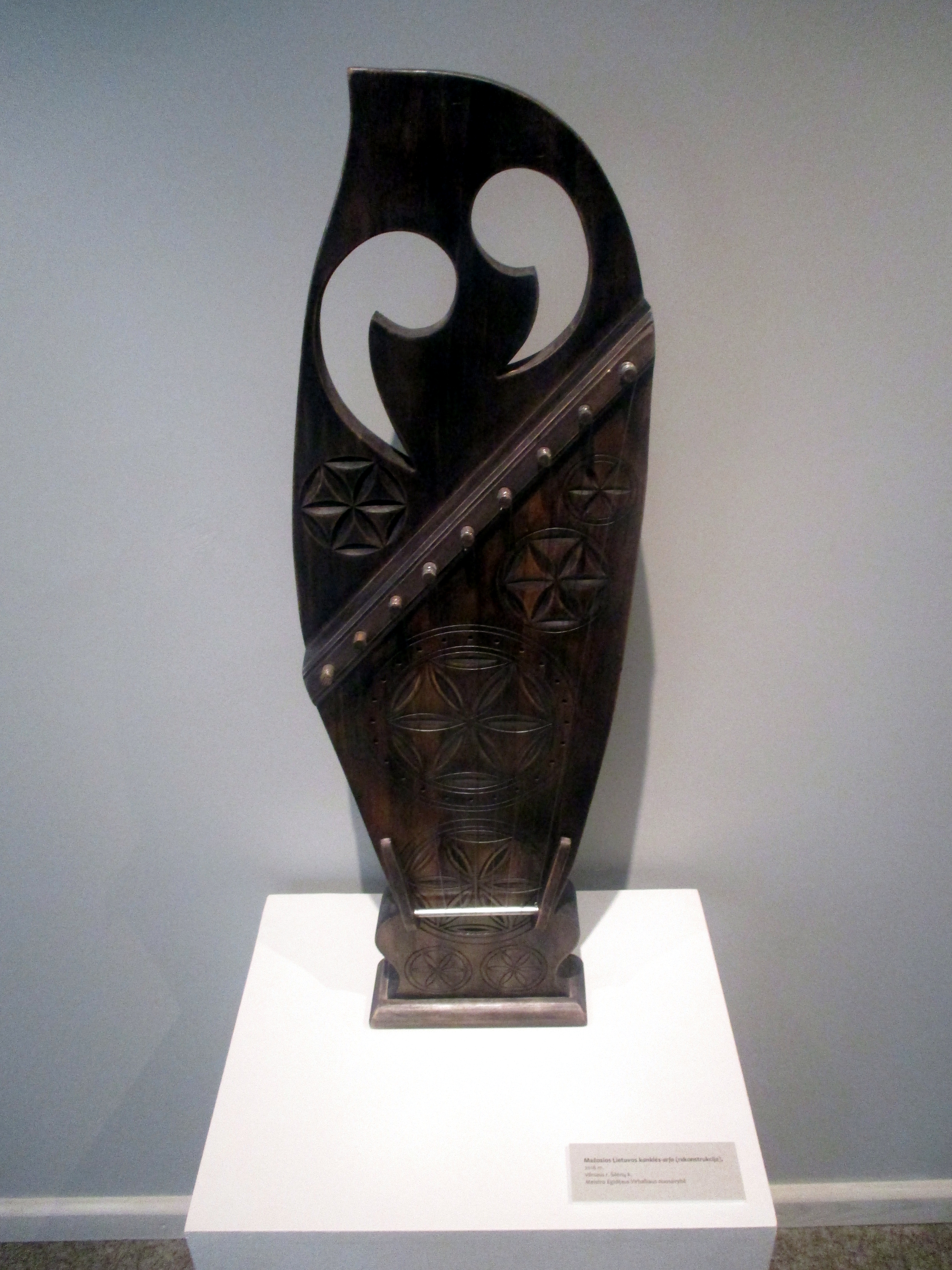
Reconstrucción de un kanklės (kanklės-arfa) de Lituania Menor sobre la base del libro de Teodor Lepner de 1744 "Der Preussische Litauer", Museo Nacional de Lituania

Los lituanos prusianos que se asentaron en el estado monástico de los Caballeros Teutónicos a lo largo de los siglos fueron influenciados por la cultura alemana y el idioma alemán. Adoptaron los valores culturales y las convenciones sociales del estado alemán, pero conservaron su lengua, tradiciones y cultura popular lituana. Durante siglos, los lituanos prusianos vivieron en un entorno político y religioso diferente al de otros lituanos y evolucionaron hasta convertirse en un grupo étnico separado. El estado común unió algunos aspectos de las tradiciones y la cultura popular, que veían a sus gobernantes como sus propios gobernantes. Colgar retratos de los gobernantes de la Casa de Hohenzollern en el hogar estaba muy extendido.
El movimiento pietista atrajo a un gran número de lituanos prusianos: las fraternidades evangélicas (en alemán: Stundenhalter, en lituano: Surinkimininkai) eran muy activas en Prusia, como lo eran en el resto del Imperio alemán. Alrededor del 40% de los lituanos pertenecían a tales comunidades, cuyos miembros vivían según los principios ascéticos.

Hasta mediados del siglo XIX, los lituanos prusianos eran en su mayoría aldeanos. Su mentalidad feudal se refleja en el poema Las estaciones de Kristijonas Donelaitis. Éste critica la tendencia a adoptar las costumbres alemanas, ya que esto a menudo se asociaba con nobles decadentes. Donelaitis llamó a los lituanos a cumplir con su deber, a no envidiar a los que iban al pueblo, a no quejarse ni a ser holgazanes, y tratar de trabajar lo necesario para ser un buen campesino:
Allí, en la ciudad, uno está en cama con su gota;
Los dolores y molestias de otra persona requieren la ayuda de un médico.
¿Por qué estos innumerables males atormentan a los desafortunados ricos?
¿Por qué la muerte prematura los golpea con tanta frecuencia?
Es porque desprecian el trabajo fecundo de los patanes,
Llevar vidas pecaminosas, holgazanear, dormir demasiado y comer demasiado.
Pero aquí nosotros, simples patanes, retenidos por los señores como bribones,
Alimentado con pan sin aventar y suero de mantequilla pálido,

Trabaja en el ayuno todos los días, como debe hacer la gente sencilla.
Las ciudades no eran grandes. Las personas que emigraron a las ciudades principales, Königsberg y Memel, por lo general se volvieron bilingües y eventualmente se germanizaron.
Después de la Segunda Guerra Mundial, prácticamente ningún lituano prusiano permaneció en el óblast de Kaliningrado de Rusia y solo un pequeño número sobrevivió en la RSS de Lituania. Su cultura campesina, primero amenazada por la germanización en el Imperio alemán y políticamente oprimida en la era nazi, ahora fue completamente aniquilada por los soviéticos, quienes no hicieron distinción entre alemanes y lituanos. La situación era algo mejor en el antiguo Territorio de Memel, pero incluso allí se destruyeron iglesias y cementerios.

### Nombres y apellidos
Los apellidos lietuvininkai a menudo consisten en un patronímico con sufijos "-eit" y "-at",  que tiene el mismo papel que el sufijo inglés "-son" en los apellidos Abrahamson y Johnson. Los ejemplos incluyen: Abromeit, Grigoleit, Jakeit, Wowereit, Kukulat, Szameitat. Otro tipo de apellido lituano prusiano utiliza los sufijos "-ies" o "-us": Kairies, Resgies, Baltßus, Karallus. Existía una diferencia entre los apellidos femenino y masculino en el habla cotidiana. Por ejemplo, mientras que oficialmente la esposa de Kurschat (Kurßaitis o Kurßatis) también se llamaba Kurschat, en el idioma lituano prusiano se usaban formas especiales en el habla: la forma del apellido de una esposa era Kurßaitê / Kurßatė y la forma de una mujer soltera era Kurßaitikê / Kurßaitukê.